# Bundu
Bundu là một thành phố và là một notified area ở quận Ranchi ở bang Jharkhand, Ấn Độ.

## Địa lý
Bundu tọa lạc tịa tọa độ 23°11′B 85°35′Đ / 23,18°B 85,58°Đ. Nó có độ cao trung bình 337 mét (1105 foot).

## Dân số
Theo cuộc điều tra dân số năm 2001 của Ấn Độ,India Bundu có một dân số 18.505 người. Nam giới chiếm 53% dân số và nữ giới chiếm 47% dân số. Bundu có một tỷ lệ biết chữ là 61%, cao hơn mức trung bình của quốc gia là 59,5%; với 72% đàn ông biết chữ và 49% phụ nữ biết chữ. 14% dân số dưới 6 tuổi.